# Orzeszków-Kolonia
Orzeszków-Kolonia (do 2008 Orzeszków) – wieś w Polsce położona w województwie łódzkim, w powiecie poddębickim, w gminie Uniejów.
W latach 1975–1998 miejscowość należała administracyjnie do województwa konińskiego.
W miejscowości znajduje się zabytkowa kaplica grobowa rodziny Tollów.